# Amerila lupia
Amerila lupia là một loài bướm đêm thuộc phân họ Arctiinae, họ Erebidae.